# Clinosperma lanuginosa
Clinosperma lanuginosa är en enhjärtbladig växtart som först beskrevs av Harold Emery Moore, och fick sitt nu gällande namn av Pintaud och William John Baker. Clinosperma lanuginosa ingår i släktet Clinosperma och familjen Arecaceae. Inga underarter finns listade i Catalogue of Life.